# Geworg Dawtjan
Geworg Dawtjan (armenisch Գեւորգ Դավթյան, * 4. Januar 1983 in Gjumri) ist ein armenischer Gewichtheber.

## Karriere
Seinen bislang größten Erfolg feierte Geworg Dawtjan bei den Olympischen Sommerspielen 2008, wobei er eine Bronzemedaille in der Gewichtsklasse bis 77 kg mit einer Gesamtleistung von 360 kg erringen konnte.
Zudem gewann bei der Weltmeisterschaft 2007 in der Kategorie bis 77 kg mit einer Gesamtleistung von 362 kg. Daneben stehen zwei Goldmedaillen 2006 und 2007, die er bei den Europameisterschaften geholt hatte.
Von 18. November 2003 bis zum 18. November 2005 wurde Geworg Dawtjan vom Internationalen Gewichtheber-Verband (IWF) wegen Dopings gesperrt.